# Komitet Naukowy Badań Antarktycznych
Komitet Naukowy Badań Antarktycznych (SCAR – ang. Scientific Committee on Antarctic Research) – międzynarodowa organizacja naukowa, której celem jest inicjowanie, rozwijanie i koordynacja badań naukowych w Antarktyce. Komitet ten jest ciałem Międzynarodowej Rady Nauki.
Członkiem Komitetu jest m.in. Polska Akademia Nauk.